# (5166) Olson
(5166) Olson es un asteroide perteneciente al cinturón de asteroides, descubierto el 22 de marzo de 1985 por Edward Bowell desde la Estación Anderson Mesa (condado de Coconino, cerca de Flagstaff, Arizona, Estados Unidos).

## Designación y nombre
Designado provisionalmente como 1985 FU1. Fue nombrado Olson en honor a Irvin Edward ('Ole') Olson, fabricante de cúpulas para telescopios. Tras ser rechazado al contactar con un fabricante de silos para construir cúpulas de telescopios adecuadas para astrónomos aficionados, Olson dejó su trabajo para fundar su propia empresa "Ash Manufacturing Company of Plainfield", en Illinois. La primera cúpula que realizó fue en el año 1961 para una escuela de secundaria, fue una más de las mil que hizo para sus clientes en 36 países.

## Características orbitales
Olson está situado a una distancia media del Sol de 2,340 ua, pudiendo alejarse hasta 2,588 ua y acercarse hasta 2,091 ua. Su excentricidad es 0,106 y la inclinación orbital 4,220 grados. Emplea 1307,66 días en completar una órbita alrededor del Sol.

## Características físicas
La magnitud absoluta de Olson es 13,7. Tiene 12 km de diámetro y su albedo se estima en 0,027.